# Звонимир Петричевић
Звонимир или Звонко Петричевић (Призрен, 26. јул 1940 — Самобор, 20. јануар 2009) био је кошаркашки репрезентативац, који је наступао за Југославију. Завршио је студије архитектуре и постдипломске студије у Антверпену (Белгија), а био је познат и као врсни графичар и ликовни уметник са бројним изложбама широм света. Такође је био познат као хуманитарац који је помагао многе добротворне организације.

## Клупска каријера
Кошаркашку каријеру започео је 1959. године у Младости из Загреба, из које је годину дана касније прешао у Локомотиву из Загреба, где играо све до 1965. У четири сезоне је био најбољи стрелац домаћег шампионата. У просеку је постизао 25 кошева по утакмици и 595 кошева. Саиграчи у Локомотиви су му између осталих били Едуард Бочкај, Дамир Ђаковић, Иван Франић, Мирко Глоговац, Већеслав Кавеџија, Драган Ковачић, Борис Лалић, Илија Матијевић, Здравко Момчиловић, Мирко Новосел, Миливој Омашић, Матан Римац, Ивица Валек и други.
Планирао је да игра у НБА. Због тога се упутио у САД где је био у професионалним кошаркашким камповима. Успешно их је прошао и требало је да заигра у НБА, али се предомислио. Уместо тога посветио се пословној каријери, где је напредовао до председника ВАСАД америчке корпорације из Филаделфије за подручје Средњег истока. Неколико година пред смрт, вратио се да живи у Самобору.
Сахрањен је 27. јануара 2009. у Загребу.

## Репрезентативна каријера
За репрезентацију Југославије је одиграо 101 утакмицу. Био је члан чувене „сребрне генерације“, освајач је сребрних медаља са Светског првенства 1963, те Европских првенстава 1961. и 1965. као и бронзане медаље са Европског првенства 1963. године. Био је учесник Олимпијских игара 1960. у Риму и 1964. у Токију.